# John H. Humphrey
John H. Humphrey est un archéologue américain, spécialiste d'archéologie classique, né en 1948.

## Formation et carrière
John H. Humphrey a étudié à l'université de Cambridge puis au Collège Bryn Mawr où il commence à travailler sur les cirques romains.
Il enseigne à l'université du Michigan de 1974 à 1994. Il effectue des fouilles sur le site archéologique de Carthage puis à Leptis Minor.
Il fonde le Journal of Roman Archaeology en 1988 dont il assure la direction scientifique jusqu'en 2021. Il reçoit la Gold Medal Award for Distinguished Archaeological Achievement en 2010.

## Ouvrages
- (en) John Humphrey, Roman circuses : arenas for chariot racing, Berkeley, University of California Press, 1986 (ISBN 0-520-04921-7)